# ディレクトーリヤ
ディレクトーリヤ（ウクライナ語: Директорія УНР）は、かつてウクライナに存在した独立国家ウクライナ人民共和国の政治中枢機関。執政内閣、臨時政府、指導部などと翻訳されることもある。1918年12月14日から1920年11月10日まで、ウクライナを代表する政府として存続した。
なお、「ディレクトーリヤ」という名称はもとはフランス革命時の執政官政府のことを指す語であり、名称の決定に際しては共和主義のシンボルとも言えるこの革命が意識されたものと推測される。

## 概要
ウクライナ人民共和国は、1918年4月29日にヘーチマンの政変によって政府機関のウクライナ中央ラーダが解散させられ、一旦滅亡の憂き目を見た。ヘーチマンに就任したパウロー・スコロパードシクィイは、ドイツ軍の軍事的後ろ盾を持つ保守国家ウクライナ国を成立させた。しかし、その後11月11日にドイツ帝国は連合国へ降伏し、ウクライナからも軍を撤退させることとなった。
そうした中、中央ラーダの残党は1918年12月14日、ウクライナ国に対抗するとして中央ラーダを後継する政治中枢機関、ディレクトーリヤを創設した。
首相に相当する役職（ラーダの議長）は「執政官」（Голова Директоріїホロヴァー・ドィレクトーリイィ:「ドィレクトーリヤの議長」）と呼ばれ、その他に政府指導者（Керівник урядуケリヴヌィーク・ウーリャドゥ:「政府指導者」）が置かれた。執政官にはかつての中央ラーダで首相を務めたヴォロディームィル・ヴィンヌィチェーンコが就任し、政府のもうひとりの主要人物シモン・ペトリューラは、中央ラーダ時代に引き続き軍事部門の長となった。
ディレクトーリヤ軍は弱体化したウクライナ国軍を次々と破り、ディレクトーリヤは撤退するドイツ軍と協定を結んで首都キエフを掌握した。12月18日にはキエフにてウクライナ人民共和国の復活を宣言した。ディレクトーリヤは、ロシアからウクライナに侵攻していた急進的共産主義勢力であるボリシェヴィキを最大の敵とした。
国家の復活ののち、ディレクトーリヤ軍はボリシェヴィキ・ソビエト政府の軍隊（赤軍）や南ロシア軍（白軍、白衛軍）、ウクライナ革命反乱軍（黒軍）などとの戦闘に入った。しかし、ディレクトーリヤはかつての中央ラーダよりさらに組織が弱体化しており、また常に戦闘状態に置かれたことから混乱も生じていた。また、ボリシェヴィキをウクライナから駆逐するために南ロシア軍と同盟しようとして失敗し、さらに反革命干渉軍のフランス軍との合同にも失敗した。南ロシア軍やフランスは、「一体不可分の大ロシア」に拘っており、独立を宣言していたウクライナ勢力との合同はあり得ないものであった。
1918年12月後半には、反革命干渉軍はその勢力を増し、ハンガリー、チェコスロヴァキア、オランダ、イタリアなどがそれぞれの利権に基づいてウクライナへ侵攻してきた。また、ボリシェヴィキ勢力もウクライナ人民共和国→ウクライナ社会主義ソビエト共和国を受け皿にその勢力を増し、キエフは幾度となくその支配を受けた。
1919年2月、ポーランド第二共和国とソ連は全面戦争に突入した（ポーランド・ソビエト戦争）。
1919年末、キエフを追われたディレクトーリヤは一旦ポーランドへ撤退した。そして、態勢を整えて反撃の機会を窺った。執政官としてディレクトーリヤを率いていたペトリューラは、ボリシェヴィキを撃退するために歴史的に「民族の敵」と看做されてきていたポーランドの力を借りる決意をした。1920年3月、ルブリンで交換条約が締結された。それは、ディレクトーリヤがポーランドのリヴィウなどハリチナー地方の領有を認める代わりに、ポーランドはディレクトーリヤをウクライナを代表する唯一の政府として承認し、侵略者をウクライナ領内から排除することを全面的に支援する、というものであった。
だが、ポーランドと合同するということは、同時にそれまで友好関係にあった同じウクライナ人の組織西ウクライナ人民共和国との連合を放棄するということも意味していた。同共和国は、領域に侵略するポーランドを国家存亡における最大の敵と看做していたのである。同共和国の軍事組織であるウクライナ・ハルィチナー軍はのち、ポーランドを駆逐するためロシア赤軍と合同するというディレクトーリヤとは正反対の道を選ぶこととなる。
一方、新式の装備に身を固めたポーランド第二共和国軍と連合したディレクトーリヤ軍は、1920年春のキエフ攻勢で一時キエフを奪還した。しかし、その後赤軍は反撃に移り、最終的にポーランド軍とディレクトーリヤ軍はキエフを放棄せざるを得なくなった。連合軍はヴィスワ川まで推し戻され、その後ワルシャワへ撤退した。
この決定的な敗北により、ウクライナの独立は霧散した。1921年3月18日、この戦争を終結させようとする西欧諸国からの外圧を受けたポーランドはディレクトーリヤとの条約を一方的に破り、ウクライナ・ソヴィエト共和国政府を事実上ウクライナを代表する政府として認める形で、ロシア・ソヴィエト政府とウクライナ・ソヴィエト政府との間に講和条約となるリガ講和条約を結んだ。ソヴィエト勢力はウクライナを掌握し、一方ポーランドはハリチナーなど西ウクライナを手中に収めた。
ペトリューラは、ディレクトーリヤの残党とともに初めはタルヌフで、そののちワルシャワで亡命ウクライナ人民共和国政府を運営した。そして、その後押しを受けた数千の勢力がウクライナ領内でパルチザン活動を行った。しかし、1923年になるとポーランドはソ連からの圧力によりペトリューラを国外へ追い出した。ペトリューラはブダペスト、ウィーン、ジェノヴァを転々としたあと、1924年末からパリに居住した。そして、1926年3月25日、彼はそこで暗殺された。

## 主要人物

### 執政官
- ヴォロディームィル・ヴィンヌィチェーンコ(Володимир Винниченко) - 1918年12月14日 - 1919年2月13日
- シモン・ペトリューラ(Симон Петлюра) - 1919年2月13日 - 1920年11月10日

### 政府指導者
- ヴォロディームィル・チェヒウスィクィイ(Володимир Чехівський) - 1918年12月26日 – 1919年2月13日
- セルヒーイ・オスタペーンコ(Сергій Остапенко) - 1919年2月13日 - 1919年4月9日
- ボルィース・マールトス(Борис Мартос) 1919年4月9日 - 1919年8月27日
- イサアーク・マゼーパ(Ісаак Мазепа) 1919年8月27日 - 1920年5月26日
- ヴィヤチェスラーウ・プロコポーヴィチ(В'ячеслав Прокопович) 1920年5月26日 - 1920年11月10日